# Familia Curcuas
Los Curcuas (en griego: Κουρκούας) fueron una familia aristocrática del Imperio bizantino que tuvo una gran importancia en el siglo X.

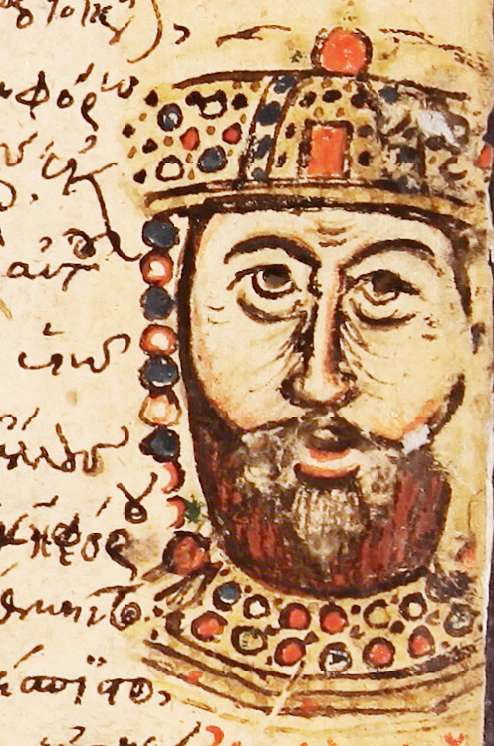
Retrato de Juan I en el Codex Mutinensis 122

De supuesto origen armenio, fue una de las muchas familias que huyeron de su lugar de origen durante la ocupación árabe de armenia (s. VII-IX), pero este dato no ha sido confirmado. Cobraron importancia al formar parte de la aristocracia militar romana del siglo X, dando origen a varios generales de alto rango y a un emperador. Sus miembros se casaron estratégicamente con otras familias importantes de la época, como los Esclero y los Focas. En los siglos XI y XII, con un poder ya disminuido, se integraron en la burocracia civil.

### Miembros importantes
- Juan Curcuas. Fue un exitoso general del siglo X. Sus victorias cimentaron la posterior expansión oriental del Imperio.

- Romano Curcuas. Hijo del anterior. Aristócrata y jefe militar bizantino de mediados del siglo X.

- Juan I Tzimisces. Sobrino de Romano. Exitoso general y posteriormente emperador romano de Oriente (969-976).

- Juan Curcuas (catapán). Fue catapán de Italia a principios del siglo XI, durante el reinado de Basilio II.

- Miguel II, Patriarca Ecuménico de Constantinopla (1143-1146).